# Floriane Fagot
 (mai 2014).
Floriane Fagot, signature d'artiste FloFa, est une artiste contemporaine française aux techniques mixtes gravure, peinture, dessin, luminaire et installation.

## Biographie
Floriane Fagot débute en 2004 par un travail de luminaires et d’installations de mobiles suspendus où entre en jeu la notion de mouvement, de lumière et d'espace se rapprochant de l'Art cinétique.
Très vite son attirance pour l’aluminium l’amène à utiliser ce support d’expression comme matière malléable à former, à transformer.
Par la suite, l’aluminium devient support. Une matière qui impose déjà un fond, obligeant l'artiste à travailler les espaces vides, laissant la matière du support vivre par la lumière qui s'y reflète.
Peinture sèche ou grasse, vernis, encre de Chine, pigments, Floriane Fagot aime travailler avec le mélange des médiums, leurs fusions à la fois fluides et épaisses, translucides et opaques. Des compositions abstraites riches en effets de matières.
Selon l’angle de vue, et la lumière qui s’y confronte, ses créations nous offrent des atmosphères fluides, reposantes, aériennes et parfois hypnotiques. Laissant libre cours à l'interprétation et aux ressentis dans le même tableau.
Le travail sur la fluidité des matières, et l’eau, l’amène ensuite à travailler de plus en plus avec l’encre de Chine.
La peinture de FloFa serait comme « l'image d'un chaos qui reste à percer pour en découvrir les rivages secrets, comme une image du ciel étoilé qui, au-delà de son apparence, obéit aux lois de la mécanique céleste... » (Lucien Wasselin, à propos de « Table rase », Revue Recours au poème).

## Expositions
- 2014 : Exposition personnelle, "ATMOSPHÈRE", Chapelle Saint-Jacques à Mantes-la-Jolie (Yvelines)
- 2013 : Exposition collective (peintures), Manifestation Art et Culture soutient pour le Burkina Faso Association ASAPEA, Centre de Diffusion des Arts à Poissy (Yvelines)
- 2011 : Résidence d’artiste et exposition personnelle (peintures), Festival "Des Mots et des Maux", Espace des 2 rives à Pîtres (Eure)
- 2009 : Exposition collective (installation sonore), Projet Terre Indigènes Association Terre indigènes, Maison du jeu de Paume à Neauphle-le-Château (Yvelines)
- 2009 : Exposition collective (peintures), Festival «La jeunesse de l’Art», Théâtre Robert Manuel à Plaisir (Yvelines)
- 2008 : Exposition collective (peintures), Association Piment Noir, Foyer Rural à Jouars-Pontchartrain (Yvelines)
- 2008 : Exposition collective (peintures et luminaires), Association Piment Noir, Maison du Voisinage à Aubergenville (Yvelines)
- 2008 : Exposition personnelle (luminaires), La Clé des Champs à Plaisir (Yvelines)
- 2007 : Exposition collective (installation suspendue), Soirée "Osé" (concert de musique expérimentale), La Clé des Champs à Plaisir (Yvelines)
- 2007 : Exposition personnelle (luminaires et installations), MJC aux Clayes-sous-Bois (Yvelines)
- 2007 : Exposition collective (luminaires, installations, photos), Manifestation «Les Peintres au Mesnil», CLC au Mesnil-saint-Denis (Yvelines)
- 2007 : Création d’une installation suspendue en aluminium, Festival «Escales d’Ailleurs», Cours des communs du Château à Plaisir (Yvelines)
- 2004 : Création d'une installation suspendue en aluminium et exposition collective (luminaires), Festival «Jeunes créateurs», Café de la Plage à Maurepas (Yvelines)